# Танр
Танр, Танур (Thanr, Thanur) - етруська богиня, що править разом зі своїм чоловіком Калу і Вант підземним світом. Етруски ототожнювали Калу і Танр з грецькими богами підземного світу і навіть називали їх грецькими іменами Айта (Аїд) та Ферсіфней (Персефона).
Поряд з Таланою - богиня дітонародження.
Танр уявлялася зі зміями на голові.

## Згадки
Танр знайдено на алабастрі з Пантікапеї (Stephani, № 2201). Її ім'я зустрічається також у написах пояснення на 3 етруських дзеркалах (з 11 459, 2505 bis, 2505 ter).

## Зв'язок з іншими богами
Озброєння богині може зближувати її з Мінервою або Афіною, які також зображувалися озброєними. Наявність у руках богині сокири пов'язує її з атрибутикою царської влади, а наявність у руках лука і стріл зближує з Геркле. Можливо, богиня Танр є іпостассю богині Менрви у її військовій функції, або богинею з її оточення.